# Thiméon
Thiméon is een dorp in de Belgische provincie Henegouwen, en een deelgemeente van de Waalse gemeente Pont-à-Celles.
Thiméon was een zelfstandige gemeente, tot die bij de gemeentelijke herindeling van 1977 toegevoegd werd aan de gemeente Pont-à-Celles.

## Bezienswaardigheden
- De Sint-Martinuskerk (Église Saint-Martin) heeft een eind 16e-eeuws koor. Na vernieling van de kerk in 1674-1678 werd hij herbouwd. De toren is van 1774. In 1894 werd de kerk gerenoveerd en enigszins vergroot. Hij kreeg toen een deels neogotische uitstraling.

## Natuur en landschap
Thiméon ligt aan enkele kleine beken die in westelijke richting vloeien. De hoogte aan de kerk bedraagt 133 meter.

## Demografische ontwikkeling
- Bronnen:NIS, Opm:1831 tot en met 1970=volkstellingen

## Nabijgelegen kernen
Liberchies, Viesville, Gosselies, Mellet